# معبد یوشیما-تنمان
معبد یوشیما-تنمان (به ژاپنی: 湯島天満宮 Yushima Tenman-gū) در منطقهٔ بونکئو در توکیو، پایتخت ژاپن واقع شده‌است. پایه‌گذاری معبد در سال ۴۵۸ میلادی
بوده است و در سال ۱۳۵۵ میلادی بازسازی شده است. این معبد به داشتن شکوفه آلو شهرت دارد.

## رسیدن به معبد
- متروی توکیو، خط چیودا، C 13 ایستگاه یوشیما (湯島駅) در خروجی شمارهٔ ۳ پیاده تا معبد دو دقیقه راه است.